# Montérégie-heuvels

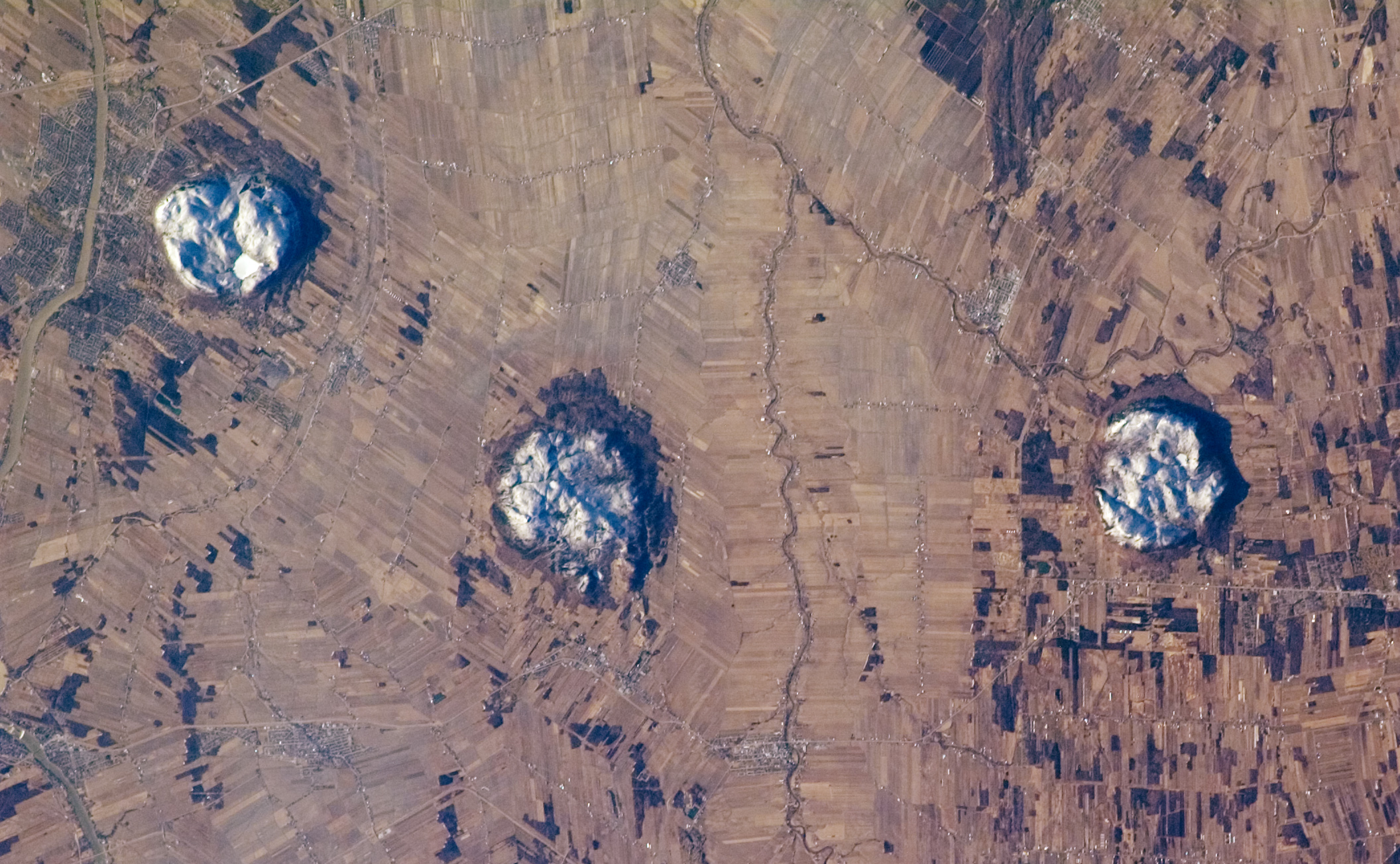
Drie van de Montérégie-heuvels (Mont Saint-Hilaire, Mont Rougemont en Mont Yamaska), nog met sneeuw bedekt op deze foto, die in de maand april genomen is.

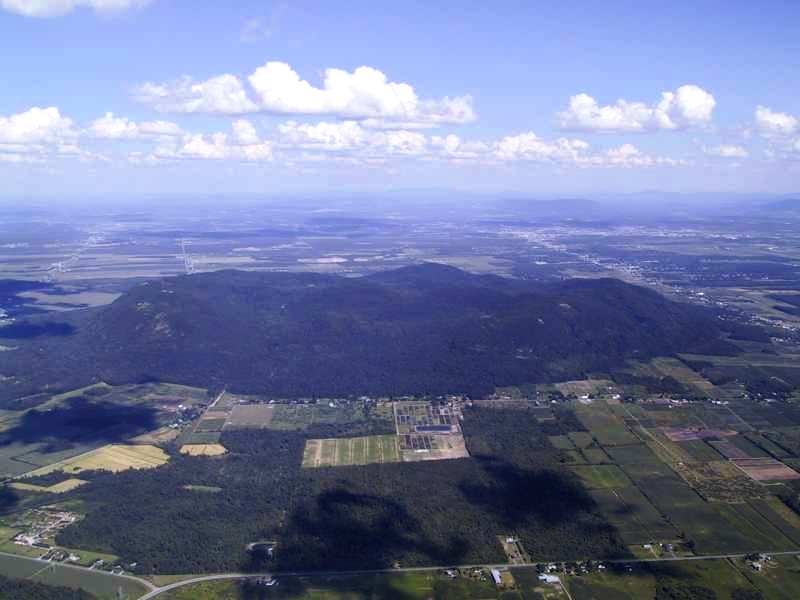
Mont Yamaska

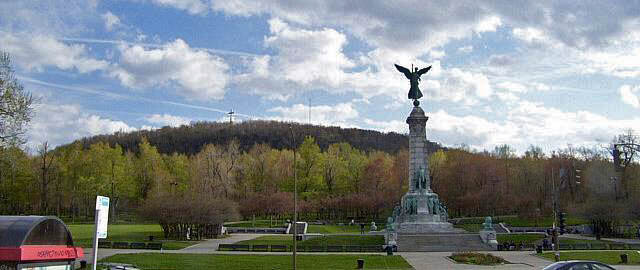
Mont Royal

De Montérégie-heuvels (Frans: Collines montérégiennes, Engels: Monteregian Hills) vormen een keten van geïsoleerde heuvels in de Canadese provincie Québec. De keten strekt zich vanaf de stad Montréal ongeveer 90 kilometer in oostelijke richting uit. De naam is afgeleid van Monte regis, de latijnse naam voor Mont Royal, de bekendste van deze heuvels. De heuvels gaven hun naam aan de administratieve regio Montérégie van de provincie, gelegen ten zuiden van de Saint Lawrencerivier en grenzend aan de Verenigde Staten.
In tegenstelling tot het omliggende landschap bestaan de heuvels uit stollingsgesteente, een vorm van vulkanisch gesteente. Ze werden gevormd tijdens het Krijt, door een intrusie van opwellend magma. De typische vorm van de heuvels is ontstaan doordat deze magma het aardoppervlak niet heeft bereikt, maar in de diepte is gestold. De heuvels die nu zichtbaar zijn, zijn ontstaan doordat gletsjers het omliggende landschap hebben geërodeerd. De gestolde magma, die veel minder gevoelig was voor erosie, is gebleven.
Van west naar oost vindt men de volgende Montérégie-heuvels (MA = leeftijd in miljoenen jaren):
|                         | hoogte | leeftijd   |
| ----------------------- | ------ | ---------- |
| Mont Royal              | 233    | 118 MA     |
| Mont Saint-Bruno        | 218    | 118-136 MA |
| Mont Saint-Hilaire      | 411    | 135 MA     |
| Mont Saint-Grégoire     | 267    | 119 MA     |
| Mont Rougemont          | 381    | 137 MA     |
| Mont Yamaska            | 460    | 120-140 MA |
| Mont Shefford           | 526    | 120-130 MA |
| Mont Brome              | 553    | 118-136 MA |
| Massif du Mont-Mégantic | 1105   | 128-133 MA |

Ten westen van de Mont Royal vindt men nog de collines d'Oka, nabij de plaats Oka. Deze worden ook wel tot de montérégiennes gerekend.